# Zbigniew Kiedacz
Zbigniew Stanisław Kiedacz (ur. 11 września 1911 w Drohobyczu, zm. 23 października 1944 pod Civitella di Romagna) – polski dowódca wojskowy okresu II wojny światowej, podpułkownik dyplomowany kawalerii Wojska Polskiego, uczestnik kampanii wrześniowej, francuskiej i włoskiej. Kawaler Orderu Virtuti Militari.

## Życiorys
Syn Mikołaja Kiedacza i Zofii Strzetelskiej. W 1919 razem z rodziną przeniósł się do Poznania. W 1928 ukończył gimnazjum im. K. Marcinkowskiego. Był harcerzem w 16 Poznańskiej Drużynie Harcerzy. Od 16 lipca 1928 do 21 kwietnia 1929 był uczniem Szkoły Podchorążych Rezerwy Artylerii we Włodzimierzu Wołyńskim. Do 20 września 1929 odbył praktykę w 7 dywizjonie Artylerii Konnej Wielkopolskiej w Poznaniu, w stopniu tytularnego plutonowego podchorążego, jako dowódca zwiadu. Od 28 października 1930 do 15 sierpnia 1932 był słuchaczem Szkoły Podchorążych Kawalerii w Grudziądzu. Został mianowany podporucznikiem artylerii rezerwy, z przydziałem do 7 dak. Na podstawie zarządzenia z 7 sierpnia 1932 został przemianowany na oficera zawodowego w korpusie oficerów kawalerii ze starszeństwem z dnia 15 sierpnia 1932 i lokatą 4 i wcielony do 15 Pułku Ułanów Poznańskich. 1 marca 1935 został awansowany na „porucznika z odznaczeniem” ze starszeństwem z 1 stycznia 1935 i 1. lokatą w korpusie oficerów kawalerii. W 1938 został przyjęty do Wyższej Szkoły Wojennej w Warszawie, w charakterze słuchacza Kursu 1938–1940 (XIX promocja). W lipcu 1939 został przydzielony do sztabu Nowogródzkiej Brygady Kawalerii na stanowisko oficera informacyjnego. W kampanii wrześniowej przeszedł cały szlak bojowy Brygady (później Grupy Operacyjnej Kawalerii gen. Andersa) – od granicy polsko-niemieckiej pod Działdowem do granicy polsko-węgierskiej w okolicach Skola w Karpatach. Po najeździe sowieckim na Polskę wzięty do niewoli nad granicą polsko-węgierską przez Armię Czerwoną, zbiegł z obozu jenieckiego w Szepietówce (gdzie był przetrzymywany pomiędzy 1 a 29 października 1939). Brawurowa ucieczka uchroniła go przed losem kolegów – prawie w całości ofiar zbrodni katyńskiej. Przekroczył granicę polsko-rumuńską i przedostał się do Armii Polskiej we Francji. We Francji ukończył trzymiesięczny kurs sztabu w Centre d'État Major w Compiegne, otrzymując z dniem 3 maja 1940 awans na rotmistrza. Po klęsce Francji w czerwcu 1940 przedostał się do Wielkiej Brytanii, gdzie pełnił funkcje dowódcze w formowanych polskich jednostkach pancernych.
Po wybuchu wojny niemiecko-sowieckiej i zawarciu układu Sikorski-Majski w lipcu 1941 na wiadomość o rozpoczęciu tworzenia przez generała Władysława Andersa Polskich Sił Zbrojnych w ZSRR, zgłosił się na ochotnika do służby przy boku generała. Od stycznia do kwietnia 1942 był szefem Wydziału I w Oddziale II Dowództwa Armii Polskiej w ZSRR. W bardzo trudnych warunkach zorganizował i wyszkolił 600-osobowy elitarny oddział o doskonałych walorach bojowych – batalion „S”, który stał się fundamentem do reaktywowania 15 pułku ułanów poznańskich. Kiedacz twardą ręką dowodził zarówno batalionem „S” jak i następnie – na Bliskim Wschodzie i w kampanii włoskiej – odrodzonym 15 pułkiem ułanów poznańskich w składzie 2 Korpusu.
W trakcie swej oficerskiej kariery od swoich przełożonych otrzymywał zawsze oceny bardzo dobre i celujące. Przy jego uporze, zawziętości, wielkiej ambicji i kawaleryjskiej osobowości, dawało to wybuchową mieszankę. Był surowy i wymagający. Jego twarda ręka przeszła do legendy, a ułani odpłacili się swojemu dowódcy żurawiejką:
| Lepiej pieszo przejść przez Irak, Mieć na d... krwawy czyrak, Lepiej zginąć na dnie sracza, Niźli służyć u Kiedacza. |  | lub |  | Lepiej muchę znaleźć w zupie Gołą d.. siąść na jeża Lepiej zginąć na dnie sracza, Niźli służyć u Kiedacza. |

W 2 Korpusie w latach 1943–1944 był najmłodszym dowódcą pułku. 1 marca 1944 mianowany majorem, dowodził pułkiem w czasie kampanii włoskiej, w tym w bitwie o Monte Cassino i Ankonę. 1 sierpnia 1944 awansowany na podpułkownika.
Zginął wskutek wybuchu miny dokonując łazikiem inspekcji nowo wybudowanej drogi w Civitella di Romagna.
Został pochowany na cmentarzu Santa Sofia, później jego ciało przeniesiono na Polski Cmentarz Wojenny w Bolonii (miejsce 8-A-1).
Od września 1943 był żonaty z Anną Romanowską, dzieci nie mieli.

## Ordery i odznaczenia
- Krzyż Złoty Orderu Virtuti Militari nr 74
- Krzyż Srebrny Orderu Virtuti Militari nr 8684
- Krzyż Walecznych
- Krzyż Pamiątkowy Monte Cassino nr 23596[9]

## Upamiętnienie
W kruchcie kościoła pw. św. Michała w Poznaniu we wrześniu 1986 została odsłonięta tablica upamiętniająca Zbigniewa Kiedacza.
Od 2 marca 1998 ppłk Zbigniew Stanisław Kiedacz jest patronem jednej z ulic na Ursynowie w Warszawie. Jedna z ulic na osiedlu Świerczewo w Poznaniu nosi nazwę Zbigniewa Kiedacza.